# Darłowo
Darłowo (tysk: Rügenwalde) er en by i Polen, i zachodniopomorskie (Vestpommern) voivodskab. Darłowo ligger ved floder Wieprza. Byen ligger i Pommern.
I Darłowo blev Erik af Pommern, Danmarks konge fra 1396 til 1439, født og han døde tillige sammesteds. Hans grav ligger i den gotiske Mariakirken i centrum af byen.

## Befolkning, areal og telefonkode
- befolkning: 14.229 (2014)
- areal: 20,21 km²
- telefonkode: (0-94)

## Seværdigheder
- Darłowo Slot (de) (14. århundrede)
- Mariakirken (14. århundrede)
- Rådhuset (18. århundrede)
- Byport (14. århundrede)
- Sankt Jørgen Kapel (15. århundrede)
- Sankt Gertrud Kapel (15. århundrede)

- Mariakirken
- Sarkofag af kong Erik af Pommern i Mariakirken
- Det Darłowo Slot
- Markedsplads i den gamle bydel

## Byer ved Darłowo
- Koszalin
- Słupsk
- Sławno
- Ustka
- Kołobrzeg
- Białogard
- Sianów
- Połczyn-Zdrój
- Karlino
- Bobolice
- Kępice
- Polanów